# Муса, Самира
Самира Муса (Мусса, араб. سميرة موسى‎; 3 марта 1917 — 5 августа 1952) — первая египтянка, ставшая физиком-ядерщиком. Она также была первой женщиной, преподававшей в Каирском университете. Свою докторскую степень получила за работу по атомной радиации.
Самира Муса надеялась, что однажды её исследования приведут к доступному медицинскому обслуживанию и мирному использованию атомной энергии. Она организовала конференцию «Атомная энергия во имя мира» и выступила инициатором международной конференции «Атом во имя мира». Во время визита в США погибла в ДТП, которое могло быть подстроено израильскими спецслужбами.

## Биография

### Семья и образование
Муса родилась в египетской мухафазе Гарбия в 1917 году. Её мать умерла от рака, а отец был известным политическим активистом. Он перебрался с дочерью в Каир и вложил свои сбережения в небольшой отель в районе Эль-Хусейн. По настоянию отца Муса посещала одну из старейших школ Каира — Касер Эль-Шок. После получения начального образования она поступила в школу Банат Эль-Ашраф, которую построил и которой руководил её отец.
Она хорошо училась и могла бы построить карьеру инженера, но настаивала на поступлении на факультет естественных наук Каирского университета. В 1939 году Муса получила степень бакалавра радиологии с отличием за исследования воздействия рентгеновского излучения на различные материалы. Первый декан Али Мустафа Мушарафа помог своей ученице стать первой преподавательницей на факультете. Впоследствии она стала не только первой женщиной, занявшей университетскую должность, но и первым доцентом на том же факультете, а также первой получила докторскую степень в области атомной радиации.

### Ядерные исследования
Муса верила в «мирный атом». Потеряв мать из-за онкологического заболевания, она стремилась к тому, «чтобы ядерное лечение рака было таким же доступным и дешевым, как аспирин». Усердно трудясь для этой цели, она пришла к уравнению, которое позволило бы делить атомы дешёвых металлов (например, меди).
Муса организовала конференцию «Атомная энергия во имя мира» и выступила с призывом к организации международной конференции под названием «Атом во имя мира», куда были приглашены многие видные учёные. Конференция при её участии предложила ряд рекомендаций по созданию комитета по защите от ядерных опасностей.

### Работы
Доктор Самира Муса стала первым доцентом в школе естественных наук Каирского университета и, что более впечатляюще, первой женщиной, получившей университетскую должность благодаря своей новаторской докторской диссертации 1940-х годов. Вдохновлённая вкладом более ранних мусульманских ученых, Самира посвятила статью о работе, проделанной Мухаммадом ибн Мусой аль-Хорезми для основания алгебры. Она также является автором нескольких научно-популярных статей, в которых более простым языком излагаются история исследования атома, теория ядерной энергии и вопросы безопасности её использования, а также свойства радиации и их биологические эффекты.

### Визит в США
Муса получила стипендию по программе Фулбрайта в области атомной физики (Fulbright Atomic) для ознакомления с современной исследовательской базой Калифорнийского университета. В знак признания её новаторских ядерных исследований ей было разрешено посетить секретные атомные объекты США. Визит вызвал бурную дискуссию в академических кругах Соединённых Штатов, поскольку она была первым «небелым» человеком, которому была предоставлена такая привилегия.
Она отклонила несколько предложений, которые требовали от нее проживания в Соединённых Штатах и получения американского гражданства: «Меня ждёт Египет, моя дорогая родина».

### Гибель
5 августа 1952 года после первого визита в Америку она намеревалась вернуться домой, но её пригласили в путешествие. По дороге машина упала с более чем 10-метровой высоты; учёная умерла на месте. Утверждалось, что это было убийство, за которым мог стоять израильский Моссад (Израиль был обеспокоен перспективой разработки Египтом собственной атомной бомбы), которому помогала иммигрировавшая в США еврейско-египетская актриса Ракия Ибрагим. В 2012 году внучка последней, Рита Дэвид Томас, подтвердила предположения, что её бабушка была главным пособником в ликвидации женщины-ядерщика Самиры Муса, используя при этом их теплые дружеские отношения. Среди прочего, она изготовила слепок ключа от квартиры подруги, предоставив агентам доступ к её записям и разработкам, а также передавала информацию обо всех передвижениях Самиры.